# Racemorfano
Il racemorfano è un composto chimico di formula chimica {\displaystyle {\ce {C17H23NO}}}.

## Caratteristiche strutturali e fisiche
Si tratta di un racemo composto da dextrorfano, un farmaco antitussivo e allucinogeno dissociativo, e levorfanolo, un analgesico oppioide. Il racemorfano è dato dall'incorporazione di un gruppo idrossilico fenolico nella molecola del dl-3-idrossi-N-metilmorfinano.
| Caratteristiche strutturali          | Caratteristiche strutturali |
| ------------------------------------ | --------------------------- |
| N. di atomi pesanti                  | 19                          |
| N. di atomi stereogenici             | 3                           |
| N. di donatori di legami a idrogeno  | 1                           |
| N. di accettore di legami a idrogeno | 2                           |
| Caratteristiche fisiche              |                             |
| Massa monoisotopica                  | 257,177964357 u             |
| Superficie polare                    | 23,5 Å²                     |

## Reattività e caratteristiche chimiche

### Spettri analitici
- GC-MS[4]
- LC-MS[5]
- EI-MS[6]

## Farmacologia e tossicologia

### Farmacodinamica
Il composto agisce come agonista dei recettori μ-, κ- e δ-oppioidi, ovvero come antagonista dei recettori NMDA.

## Normativa
Il composto è soggetto a controllo internazionale secondo la Convenzione Unica sulle Sostanze Stupefacenti del 1961 ed è pertanto classificato come sostanza narcotica controllata di categoria II.